# Az év belsőépítésze díj
Az év belsőépítésze díj 1998-ban, Laki Pál és Laki Péter üzletemberek kezdeményezésére, a Magyar Építész Kamara Belsőépítészeti Tagozata közreműködésével a kiemelkedő tervezőművészeti tevékenység elismerésére jött létre.

## A díj és odaítélésének menete
A magánkezdeményezés a magyar belsőépítészet támogatására azzal a céllal jött létre, hogy a szakmai zsűri döntése alapján ismerje el az adott pályázati évben megvalósult belsőépítészeti munkák közül arra legérdemesebbnek tartott alkotás szakmai értékét, különlegességét.
A díjat a felhívásra beérkezett pályázatok alapján, a szakmai zsűri értékelését követően adományozzák. A díjjal kitüntetett az adományozást igazoló okirat és egy emlékplakett mellett a díjazás összegeként nettó 1–1,5 millió forintot vehet át a díj alapítójának képviselőjétől.
Az emlékplakett téglalap alakú, bronzból készült, aranyozás fedi és Az építészet apotheozisát ábrázolja.

## A díj odaítélésének szempontjai
- - a megvalósult mű eredetisége
- - a részletek összehangoltsága
- - az elkészült alkotás művészeti értékei

## A zsűri tagjai
A zsűri elnökét az építészet elismert, jeles képviselői közül a Magyar Építész Kamara Belsőépítészeti Tagozati mindenkori elnöke kéri fel. Az alapítástól kezdve Finta József Kossuth- és Ybl-díjas, A Nemzet Művésze díjjal kitüntetett építész, a Magyar Művészeti Akadémia Építőművészeti Tagozatának rendes tagja volt valamennyi zsűri elnöke.
Tagok: 
- a Magyar Építész Kamara Belsőépítészet Tagozat elnöke (Társelnök),
- a Magyar Képző- és Iparművészeti Szövetség belsőépítészeti szakosztály vezetője,
- a Magyar Alkotóművészek Országos Egyesülete belsőépítészeti Választmányának vezetője,
- további két, a Magyar Építész Kamara belsőépítészeti Tagozat által delegált belsőépítész,
- valamint megfigyelőként az alapító megbízottja.

## Díjazott alkotók és a díjazott alkotások

### 2016
Kéry Balázs, Kaposvár,  Vasútállomás belsőépítészeti kialakításáért.

### 2015
Lőrincz Szilvia és Mikics András Kreinbacher Tasting Salon, Kreinbacher Birtok – Somlóvásárhely borászat belsőépítészeti kialakításáért.

### 2014
Somogyi Pál György a Szent Gellért Hotel és Tanulmányi Ház Székesfehérvár belsőépítészeti kialakításáért.

### 2013
Gothard Erzsébet, a Pesti Vigadó belsőépítészeti kialakításáért.
Magyari Éva, a Liszt Ferenc Zeneművészeti Egyetem belsőépítészeti kialakításáért.

### 2012
Fülöp Krisztina és Glavanovics Orsolya Manninger Villa belsőépítészeti kialakításáért.

### 2011
Csavarga Rózsa  MoM Kulturális Központ belsőépítészeti kialakításáért.

### 2010
Rádóczy (f) László és Tolnai Zsolt István Kodály Központ belsőépítészeti tervezői munkáiért.

### 2009
Tardos Tibor, Budaörs 24 tantermes általános iskola  Archiválva 2019. június 20-i dátummal a Wayback Machine-ben belsőépítészeti tervezői munkáiért (építész tervező Dobai János).

### 2008
Kocsis Barnabás és Kocsis Gáspár Szentendrei Evangélikus Templom és Parókia belsőépítészeti tervezői munkáiért.

### 2007
B. Soós Klára Cella Septichora Látogatóközpont Pécs belsőépítészeti tervezői munkáiért.

### 2006
Rádóczy (f) László és Tolnai Zsolt István a Hajdú-Bihar Megyei Ítélőtábla és Fellebbviteli Főügyészség, és a Baranya Megyei Bíróság és Pécsi Ítélőtábla belsőépítészeti munkáiért.

### 2005
Görgényi Judit a Fővárosi és Pest Megyei Nyugdíjbiztosítási Igazgatóság, és a Helikon Könyvesház rekonstrukciós belsőépítészeti munkáiért.

### 2004
Dragonits Márta a Mátyás-templom rekonstrukciójának belsőépítészeti munkájáért.

### 2003
Somogyi Pál György és Makk Attila az Aranytíz Művelődési Központ belsőépítészeti kialakításáért (Építész: Horváth Bertalan).

### 2002
Csavarga Rózsa a Volán Tefu Rt. Cserje utcai székháza (Építész:Zoboki Gábor DLA) és a Művész utcai, volt Karády-villa (Építész: Bolberitz Henrik) belsőépítészeti kialakításáért.

### 2001
Hefkó Mihály és Jakab Csaba a Fővárosi Szabó Ervin Könyvtár belsőépítészeti tervezői munkáiért (Építész: Hegedűs Péter).

### 2000
Pataky Dóra okleveles belsőépítész és Iványi Mónika okleveles belsőépítész a budapesti Centrál Kávéház belsőépítészeti kialakításáért (Építész: Gereben Gábor).

### 1999
Gergely László, okleveles belsőépítész és Szenes István Ybl díjas okleveles belsőépítész, a MATÁV Székház belsőépítészeti tervezéséért (Építész: Balázs Mihály DLA).

### 1998
Göde András okleveles belsőépítész a Pilisi Erdei Iskola belsőépítészeti tervezői munkáiért (Építész: Turányi Gábor DLA).

## Kapcsolódó információk
- Az év belsőépítésze díj az Építészfórum honlapján
- Az év belsőépítésze díj a LAKI Zrt. hivatalos honlapján

1. ↑  MMA honlap
2. ↑  Építészfórum 2014
3. ↑  Magyar Építész Kamara
4. ↑  Magyar Építész Kamara
5. ↑  Magyar Építész Kamara
6. ↑  Építészfórum 2013
7. ↑  Építészfórum 2012
8. ↑  Építészfórum 2011
9. ↑  Építészfórum 2011
10. ↑  Építészfórum 2010
11. ↑  Építészfórum 2009
12. ↑  Archivált másolat. [2019. június 20-i dátummal az eredetiből archiválva]. (Hozzáférés: 2019. június 20.)
13. ↑  [halott link]